# Bujari
Bujari – miasto i gmina w Brazylii, leży w stanie Acre. Gmina zajmuje powierzchnię 3034,87 km². Według danych szacunkowych w 2016 roku miasto liczyło 9503 mieszkańców. Położone jest około 25 km na północny zachód od stolicy stanu, Rio Branco, oraz około 2800 km na zachód od Brasílii, stolicy kraju. 
W 2014 roku wśród mieszkańców gminy PKB per capita wynosił 14 093,68 reais brazylijskich.